# هدی سعد
هدی سعد (انگلیسی: Hoda Saad؛ زاده ۲۲ نوامبر ۱۹۸۱) یک موسیقی‌دان است.